# Trajà (general)
Trajà (Trajanus) fou un comes o general de l'emperador Valent. Trajà era catòlic tot i que era al servei d'un emperador arrià.
El 373 va dirigir la guerra contra els perses, i va derrotar a Sapor II en una sagnant batalla. Va passar l'hivern junt amb Valent a Antioquia i el 374 fou enviat a Armènia amb ordes secretes de deposar el rei Pap, aliat romà que havia estat retingut a Tars però havia fugit al seu regne, encara que romania lleial a Roma. Trajà va invitar al rei a un dinar a Khou, al Bagrevand, prop del campament romà i un auxiliar barbar va donar mort al rei armeni. Segons Faust de Bizanci, l'encarregat de l'assassinat fou Terenci i diu que el nakharar Gunel d'Andzevatsik va matar un dels legionaris que van perpetrar físicament l'assassinat.
El 377 el poble got es va aixecar en armes i va assolar Tràcia i regions veïnes. Flavi Gracià va enviar contra ells a una força dirigida per Ricomir, mentre Valent hi va enviar a Trajà i Profutur. Els tres generals van unir les seves forces i van lliurar batalla als teruings (batalla d'Els Salzes), però després de tot el dia de lluita, segons Ammià Marcel·lí cap part va aconseguir la victòria, encara que probablement fou desavantatjosa pels romans i Teodoret fins i tot parla de derrota.
El 378 els gots van reprendre l'ofensiva. Valent, descontent de com Trajà havia conduït la darrera campanya, el va substituir per Sebastià. Una mica després el va reincorporar a l'exèrcit; l'emperador va agafar el comandament i va morir en la batalla d'Adrianòpolis el 9 d'agost del 378.